# Antonio del Moral Segura
Antonio 'Toni' Moral Segura (Terrassa, 21 d'agost de 1981) és un futbolista professional català. Actualment juga al FC Platanias de la Super lliga de Grècia ocupant la posició de migcampista.

## Trajectòria
Després de militar als filials del FC Barcelona i del Reial Madrid, a la temporada 04/05 recala al Celta de Vigo, tot i que roman la major part de la temporada al seu filial. A la campanya 05/06 milita al CD Tenerife, i a l'estiu del 2006 fitxa pel Deportivo Alavés, on és titular durant dues campanyes i mitja.
El gener del 2009 debuta a primera divisió al fitxar pel Racing de Santander.

Després d'acabar el seu contracte amb l'equip càntabre a finals de la temporada 2009-2010, fitxà pel FC Cartagena, de la segona divisió.
El juliol de 2012, fitxà pel Girona FC, de la Segona divisió. En el mercat d'estiu de 2013, malgrat que el Girona li planteja la possibilitat de renovar per la temporada 2013/14, el jugador català declina seguir a Montilivi i es compromet amb el Platanias grec.